# Diestostemma huallagana
Diestostemma huallagana är en insektsart som beskrevs av Young 1968. Diestostemma huallagana ingår i släktet Diestostemma och familjen dvärgstritar. Inga underarter finns listade i Catalogue of Life.